# Burnhaupt-le-Haut
Burnhaupt-le-Haut es una comuna francesa, situada en el departamento de Alto Rin, en la región  de Alsacia.

## Demografía
| 900 | 977 | 1084 | 1296 | 1426 | 1505 |
| Para los censos de 1962 a 1999 la población legal corresponde a la población sin duplicidades (Fuente: INSEE [Consultar]) |     |      |      |      |      |

## Personajes célebres
- Conrad Alexandre Gérard, diplomático (1729-1790).
- Jean Thiébault Silbermann, físico (1806-1865).